# Parafia Wszystkich Świętych w Bogutach-Piankach
Parafia pw. Wszystkich Świętych w Bogutach-Piankach – rzymskokatolicka parafia należąca do dekanatu Czyżew, diecezji łomżyńskiej, metropolii białostockiej. Parafię prowadzą księża diecezjalni. Zgodnie ze stanem na październik 2023 proboszczem parafii jest ks. Grzegorz Pęski. 

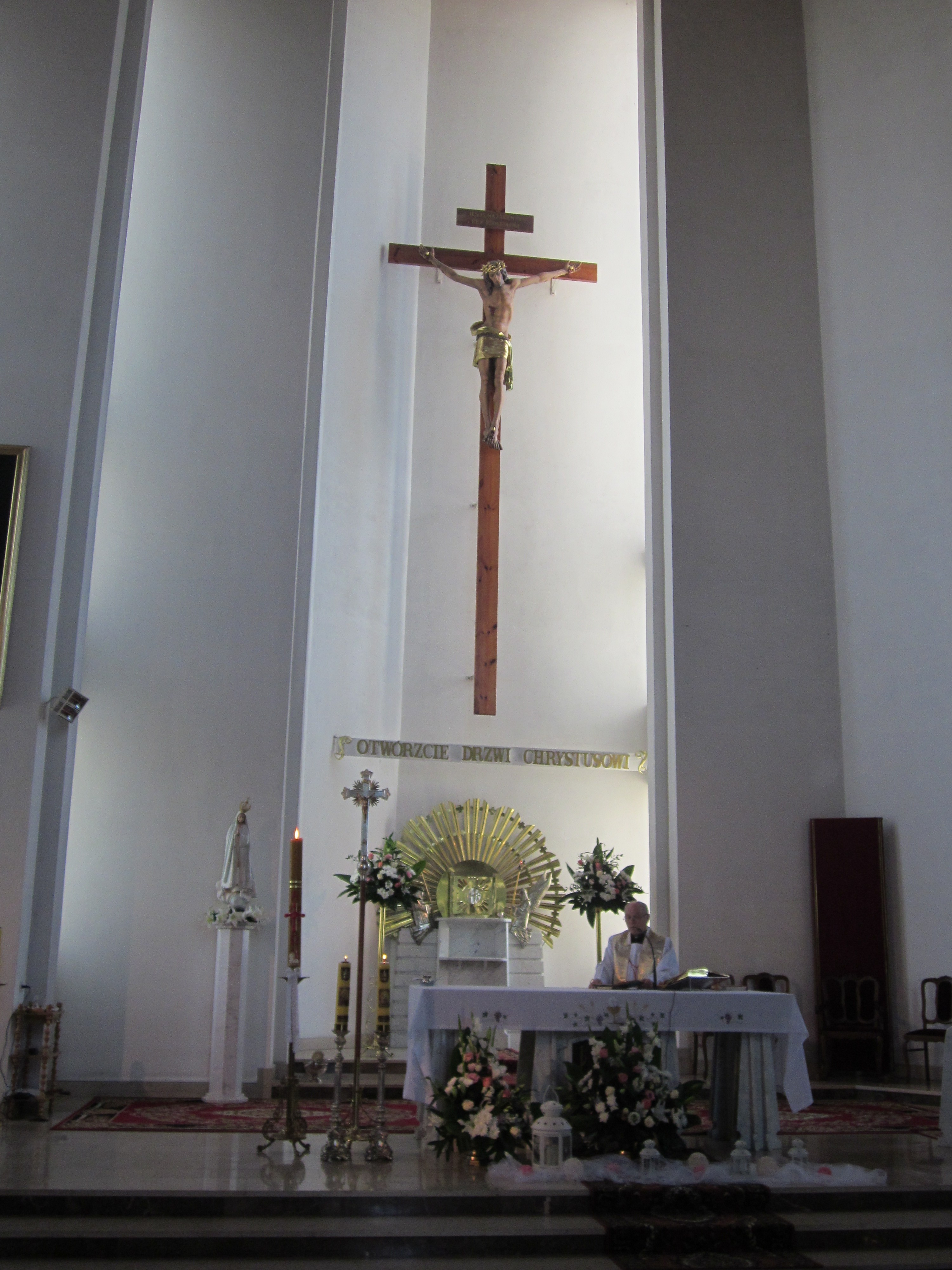
Kościół pw. Wszystkich Świętych – ołtarz główny

## Historia
Parafia została erygowana w 1772 roku. 

## Miejsca święte

### Kościół parafialny
Kościół murowany z lat 1991-1994 r., pobłogosławiony przez ks. bp Stanisława Stefanka w dniu 13 września 1997 r.

### Dawniej posiadane lub użytkowane przez parafię świątynie
- Kościół pw. Wszystkich Świętych - drewniany[1]. W 1774 r. przebudowano wcześniejszą kapliczkę[1]. W 1820 r. powiększono kościół[1]. W 1864 r. spłonął[1],

- Kościół drewniany z 1865 r. - powstał staraniem ówczesnych właścicieli dóbr Boguty Pianki tj. Stanisława i Marianny Łazowskich, a także proboszcza ks. Augustyna Wawrowskiego[1]. W roku 2010 przeniesiony do Muzeum Rolnictwa w Ciechanowcu razem drewnianą dzwonnicą[1].

## Obszar parafii

### Miejscowości i ulice
W granicach parafii znajdują się miejscowości:
- Boguty-Augustyny,
- Boguty-Milczki,
- Boguty-Pianki,
- Boguty-Rubiesze,
- Boguty-Żurawie,
- Drewnowo-Dmoszki,
- Drewnowo-Gołyń,
- Drewnowo-Lipskie,
- Drewnowo-Ziemaki,
- Godlewo-Łuby,
- Kamieńczyk Borowy,
- Kamieńczyk-Ryciorki,
- Konarze,
- Kutyłowo-Bródki,
- Kutyłowo-Perysie,
- Kutyłowo-Skupie,
- Trynisze-Kuniewo,
- Trynisze-Moszewo,
- Tymianki-Bucie,
- Zawisty
- Złotki.